# Masaya Patera
La Masaya Patera è una struttura geologica della superficie di Io.